# Магерув (Свентокшиське воєводство)
Магерув (пол. Magierów) — село в Польщі, у гміні Солець-Здруй Буського повіту Свентокшиського воєводства.
Населення — 98 осіб (2011).
У 1975-1998 роках село належало до Келецького воєводства.

## Демографія
Демографічна структура на день 31 березня 2011 року:
|          | Загалом | Допрацездатний вік | Працездатний вік | Постпрацездатний вік |
| -------- | ------- | ------------------ | ---------------- | -------------------- |
| Чоловіки | 53      | 13                 | 34               | 6                    |
| Жінки    | 45      | 10                 | 22               | 13                   |
| Разом    | 98      | 23                 | 56               | 19                   |